# I Knew I Loved You
"I Knew I Loved You" é uma canção da dupla australiana Savage Garden, lançada em 28 de setembro de 1999, através da gravadora Columbia, como o segundo single de seu segundo álbum de estúdio, Affirmation (1999). É composta e produzida pela dupla, que também possui Walter Afanasieff como produtor. 
Comercialmente, "I Knew I Loved You" tornou-se um êxito mundial. A canção foi direto para o topo da parada estadunidense Billboard Hot 100, levando-a se tornar o segundo single número da banda nos Estados Unidos e o último  single  de um artista australiano a chegar ao topo da Billboard Hot 100 por mais de doze anos. "I Knew I Loved You" também alcançou conjuntamente o primeiro lugar no Canadá e na Romênia, além de figurar no top 10 de mais cinco países.
O vídeo musical de "I Knew I Loved You" foi dirigido por Kevin Bray e contém cenas gravadas no metrô da cidade de Nova Iorque, ele apresenta Darren Hayes com seu interesse amoroso interpretado pela atriz Kirsten Dunst.  

## Antecedentes e composição
Após Hayes e Jones concluírem o material de gravação para seu segundo álbum de estúdio Affirmation, eles foram desafiados pelo executivo da Columbia Records, Don Ienner, a produzir o próximo "Truly Madly Deeply". A dupla argumentou que a canção era única e que não poderia ser replicada, mas também percebeu que seu segundo álbum carecia de uma balada de amor. Então, Hayes e Jones compuseram "I Knew I Loved You" e enviaram-na para os executivos da Columbia, que segundo Jones, ficaram maravilhados com o resultado, pois sentiram que a faixa era uma forte candidata a suceder ao êxito obtido por "Truly Madly Deeply", como o líder das paradas estadunidenses pela banda.
Adicionalmente, Hayes explicou ainda que a canção nasceu de uma situação paradoxal, sendo uma canção de amor escrita "em cerca de 40 minutos por despeito a gravadora" em um momento em que ele se sentia "ferido pelo amor". As letras de "I Knew I Loved You" referem-se à alegria e sensação de realização que alguém sente, após finalmente encontrar a pessoa certa para amar. Para Bob Waliszewski do Plugged In, a faixa "descreve como é uma sensação de estar perdidamente apaixonado".

## Recepção

### Recepção crítica
"I Knew I Loved You" recebeu análises positivas da crítica especializada. Bill Lamb escrevendo para o About.com notou como a canção é uma "balada romântica". O editor Stephen T. Erlewine do Allmusic chamou-a de "viciante e memorável". Em sua análise sobre "I Knew I Loved You", Larry Flick da Billboard, descreveu a canção como "tão fria e nítida quanto o ar do outono, esta balada simples e direta, projeta uma doce mensagem de conhecer o amor quando você o vê". Ele observa que a canção "desliza em meio a uma batida suave e fácil, com o vocalista Hayes soando mais à vontade e confiante do que nunca, como se estivesse cantando um clássico atemporal". Sua avaliação acrescenta que "harmonias recheadas aumentam o impacto geral" e a chamou de "absolutamente encantadora, uma das canções mais bonitas de 1999".
Para o CantStopThePop, "I Knew I Loved You" é o som de todos os momentos em que garotas conseguem os garotos de filmes adolescentes dos anos 90 e enfatiza os vocais de Hayes, como sendo o destaque da canção.

## Faixas e formatos
| - Austrália (Cat#102354-2) 1. "I Knew I Loved You" – 4:11 2. "I Knew I Loved You" (acoustic version) – 4:06 - Estados Unidos 1. "I Knew I Loved You" – 4:11 2. "I Knew I Loved You" (7" Mini-Me Remix) – 4:17 - Reino Unido CD1 1. "I Knew I Loved You" – 4:11 2. "I Knew I Loved You" (acoustic version) – 4:08 3. "Mine (And You Could Be)" – 4:29 CD2 1. "I Knew I Loved You" (radio version) – 3:49 2. "I Knew I Loved You" (club mix) – 8:26 3. "Universe" – 4:20 | - Japão - Promocional (Sony XDCS-93390) 1. "Last Christmas" – 4:48 2. "I Knew I Loved You" – 4:11 - Japão - Maxi CD 1. "I Knew I Loved You" — 4:12 2. "I Knew I Loved You" (radio version) — 3:49 3. "I Knew I Loved You" (acoustic version) — 4:08 - Europa CD1 1. "I Knew I Loved You" – 4:11 2. "I Knew I Loved You" (radio version) – 3:49 CD2 1. "I Knew I Loved You" – 4:11 2. "I Knew I Loved You" (extended instrumental version) – 5:06 3. "I Knew I Loved You" (Daniel's Remix) – 4:19 4. "Mine (And You Could Be)" – 4:29 |

## Desempenho nas tabelas musicais
"I Knew I Loved You" converteu-se em um êxito internacional. Nos Estados Unidos, a canção permaneceu por 4 semanas consecutivas em primeiro lugar pela Billboard Hot 100 e eventualmente, permaneceu por 124 semanas na parada Hot Adult Contemporary, levando a canção a deter o recorde de maior permanência na referida parada e se classificar na posição de número um na década de 2000. Além disso, "I Knew I Loved You" foi certificada como platina pela RIAA e se tornou a canção mais tocada nas rádios estadunidenses no ano de 2000. A faixa, também conquistou o número em rádios rádios australianas, brasileiras e europeias.
| Tabela musical (1999–2000)                    | Melhor posição |
| --------------------------------------------- | -------------- |
| Austrália (ARIA)                              | 4              |
| Bélgica (Ultratip Bubbling Under de Flandres) | 9              |
| Canadá (Top Singles RPM)                      | 1              |
| Canadá (Adult Contemporary RPM)               | 1              |
| Dinamarca (IFPI)                              | 13             |
| Europa (Eurochart Hot 100)                    | 18             |
| França (SNEP)                                 | 43             |
| Alemanha (Offizielle Deutsche Charts)         | 34             |
| Islândia (Íslenski listinn Topp 40)           | 15             |
| Irlanda (IRMA)                                | 18             |
| Itália (Musica e dischi)                      | 13             |
| Países Baixos (Single Top 100)                | 54             |
| Nova Zelândia (Recorded Music NZ)             | 3              |
| Noruega (VG-lista)                            | 7              |
| Romênia (Romanian Top 100)                    | 1              |
| Escócia (Scottish Singles Chart)              | 22             |
| Suécia (Sverigetopplistan)                    | 3              |
| Suíça (Schweizer Hitparade)                   | 34             |
| Reino Unido (UK Singles Chart)                | 10             |
| Estados Unidos (Billboard Hot 100)            | 1              |
| Estados Unidos (Billboard Adult Contemporary) | 1              |
| Estados Unidos (Billboard Adult Top 40)       | 3              |
| Estados Unidos (Billboard Latin Pop Airplay)  | 40             |
| Estados Unidos (Billboard Mainstream Top 40)  | 1              |
| Estados Unidos (Billboard Rhythmic)           | 10             |

| Tabela musical (1999)             | Posições |
| --------------------------------- | -------- |
| Austrália (ARIA)                  | 27       |
| Canada Top Singles (RPM)          | 56       |
| Canada Adult Contemporary (RPM)   | 54       |
| Nova Zelândia (Recorded Music NZ) | 10       |
| Suécia (Sverigetopplistan)        | 25       |

| Tabela musical (2000)                         | Posições |
| --------------------------------------------- | -------- |
| Romênia (Romanian Top 100)                    | 56       |
| Estados Unidos Billboard Hot 100              | 7        |
| Estados Unidos Adult Contemporary (Billboard) | 1        |
| Estados Unidos Adult Top 40 (Billboard)       | 14       |
| Estados Unidos Mainstream Top 40 (Billboard)  | 7        |
| Estados Unidos Rhythmic (Billboard)           | 36       |

| Tabela musical (2000–2009)                    | Posições |
| --------------------------------------------- | -------- |
| Estados Unidos Billboard Hot 100              | 54       |
| Estados Unidos Adult Contemporary (Billboard) | 1        |

| Tabela musical (1958–2018)                    | Posições |
| --------------------------------------------- | -------- |
| Estados Unidos Billboard Hot 100              | 319      |
| Estados Unidos Adult Contemporary (Billboard) | 21       |